# Giuseppe Di Rorai
Giuseppe Di Rorai (Loreo, 25 ottobre 1895 – Marsa Brega, 11 giugno 1923) è stato un militare italiano, pluridecorato ufficiale del Regio Esercito durante la prima guerra mondiale, fu decorato con la Medaglia d'oro al valor militare alla memoria durante le operazioni di riconquista della Libia.

## Biografia
Nacque a Loreo (provincia di Rovigo) il 25 ottobre 1895, figlio di Giovanni e Maria Bonandini, seguì la famiglia trasferitasi a Cavarzere dove compì i primi studi, che proseguirono successivamente a Este e Rovigo. Mentre frequentava l'Istituto di ragioneria fu chiamato a prestare servizio militare nel Regio Esercito, assegnato il 31 dicembre 1914 all'81º Reggimento fanteria "Torino". Dopo aver frequentato il corso Allievi Ufficiali di complemento, nel luglio 1915, un mese dopo l'entrata in guerra del Regno d'Italia, raggiunse, con il grado di sottotenente di complemento, il 2º Reggimento "Granatieri di Sardegna" in zona di operazioni. Il reggimento si trovava allora schierato nella zona di Monfalcone, ma successivamente operò sull'altopiano di Asiago in occasione dell'offensiva austro-ungarica del maggio 1916. Decorato con una prima Medaglia d'argento al valor militare ritornò nel settore carsico promosso al grado di tenente. Si distinse a Selo (18-23 agosto 1917) dove ottenne la Medaglia di bronzo al valor militare, venendo promosso al grado di capitano nel novembre 1917, distinguendosi come comandante di compagnia sul Piave  dove fu decorato con altre due Medaglie d'argento al valor militare. Entrato in servizio permanente effettivo, dopo la fine della guerra fu trasferito in Eritrea, assegnato al VII Battaglione eritreo di stanza a Massaua nel settembre 1919. Per fronteggiare la rivolta araba del 1922 il suo reparto fu trasferito in Libia.
Durante le operazioni di riconquista della Cirenaica operò in qualità di Comandante della 1ª Compagnia del VII Battaglione eritreo. Si distinse particolarmente durante i combattimenti di Uadi Mftam, 29 marzo 1923; e in quello successivo di Marsa Brega (11 giugno) dove trovò la morte in combattimento vicino a Bir-Bilal. Alla sua memoria fu decretata la concessione della Medaglia d'oro al valor militare. I funerali furono celebrati a Cavarzere nel 1924, alla presenza del quadrumviro Italo Balbo, futuro Maresciallo d'Italia e Governatore della Libia.
La città di Rovigo ne ha onorato la memoria intitolandogli una via, così come la città di Roma. Inoltre il comune di Loreo gli ha intitolato la caserma della Guardia di Finanza e un piazzale. La sezione dell'Associazione Nazionale Granatieri di Sardegna di Padova e lo stadio comunale di Cavarzere portano il suo nome.

### Annotazioni
1. ↑  Della decorazione si persero poi le tracce per un lungo periodo. Messa all'asta da un privato, la medaglia è stata successivamente recuperata nel 2013 per interessamento del luogotenente Vittorino Foscaro, e ora si trova esposta all'interno della Caserma della Guardia di Finanza di Loreo.
2. ↑  In commutazione di una quarta Medaglia d'argento al valor militare conferitagli con la seguente motivazione: In testa alla sua compagnia a Uadi Meftam, seppe con somma perizia, con slancio ammirevole, con prontezza ed energia, condurre vittoriosamente il primo attacco delle nostre truppe contro un forte campo ribelle. A Marsa Brega il suo contegno calmo e sereno di fronte al soverchiante nemico suscitò l'ammirazione dei suoi ascari. Colpito a morte mentre con il grido fatidico di Savoia, trascinava i suoi all'attacco, rivolse il suo ultimo pensiero alla patria lontana, inneggiando alla vittoria delle nostre armi. Uadi Meftani, 29 marzo 1923-Marsa Brega, 11 giugno 1923.

### Fonti
1. 1 2 3 4  Bellato 2014, p. 20.
2. ↑  Cavaciocchi, Ungari 2014, p. 59.
3. ↑  Cavaciocchi, Ungari 2014, p. 106.
4. ↑  Cavaciocchi, Ungari 2014, p. 132.
5. 1 2  Ferrarese 1973, p. 44.
6. ↑  Del Boca 2010, p. 442.
7. 1 2  Del Boca 2010, p. 443.

### Periodici
- Andrea Bellato, Storia di una medaglia ritrovata, in Il Granatiere, n. 2, Roma, Associazione Nazionale Granatieri di Sardegna, aprile-giugno 2014,  pp. 20-21.